# Reine
Mansnamnet Reine är en förkortning av Reinhard eller Reinhold, vars första del, rein, kommer från ett ord som betyder de styrande eller gudarna.
Namnet är inte speciellt vanligt. Mellan fem och tio pojkar i varje årskull får för närvarande namnet, men knappt någon som tilltalsnamn.
31 december 2009 fanns det totalt 2 315 personer (varav 44 kvinnor) i Sverige med namnet Reine, varav 1 229 personer (varav 27 kvinnor) med det som tilltalsnamn.
År 2003 fick 6 pojkar namnet, men ingen fick det som tilltalsnamn.
Namnsdag: 16 juli.

## Personer med namnet Reine
- Reine Almqvist, fotbollsspelare och fotbollstränare
- Reine Barkered, skidåkare
- Reine Brynolfsson, skådespelare
- Reine Fiske, gitarrist
- Reine Wisell, racerförare

## Fiktiva personer
- Reine, huvudpersonen i Barnens ö (bok), på vilken det sedan gjordes Barnens ö (film)
- Reine Gustavsson, rollfigur i Tre Kronor (TV-serie) och filmen Reine och Mimmi i fjällen